# 南广河
南广河是长江上游的一级支流, 古称符黑水、符江，发源于云南省威信县大雪山北麓, 流经云南省威信县, 四川省珙县、筠连县和高县, 在宜宾市南广镇汇入长江。全长约222公里，流域面积约4,800平方公里，支流有宋江河、巡司河、镇舟河、洛亥河等。

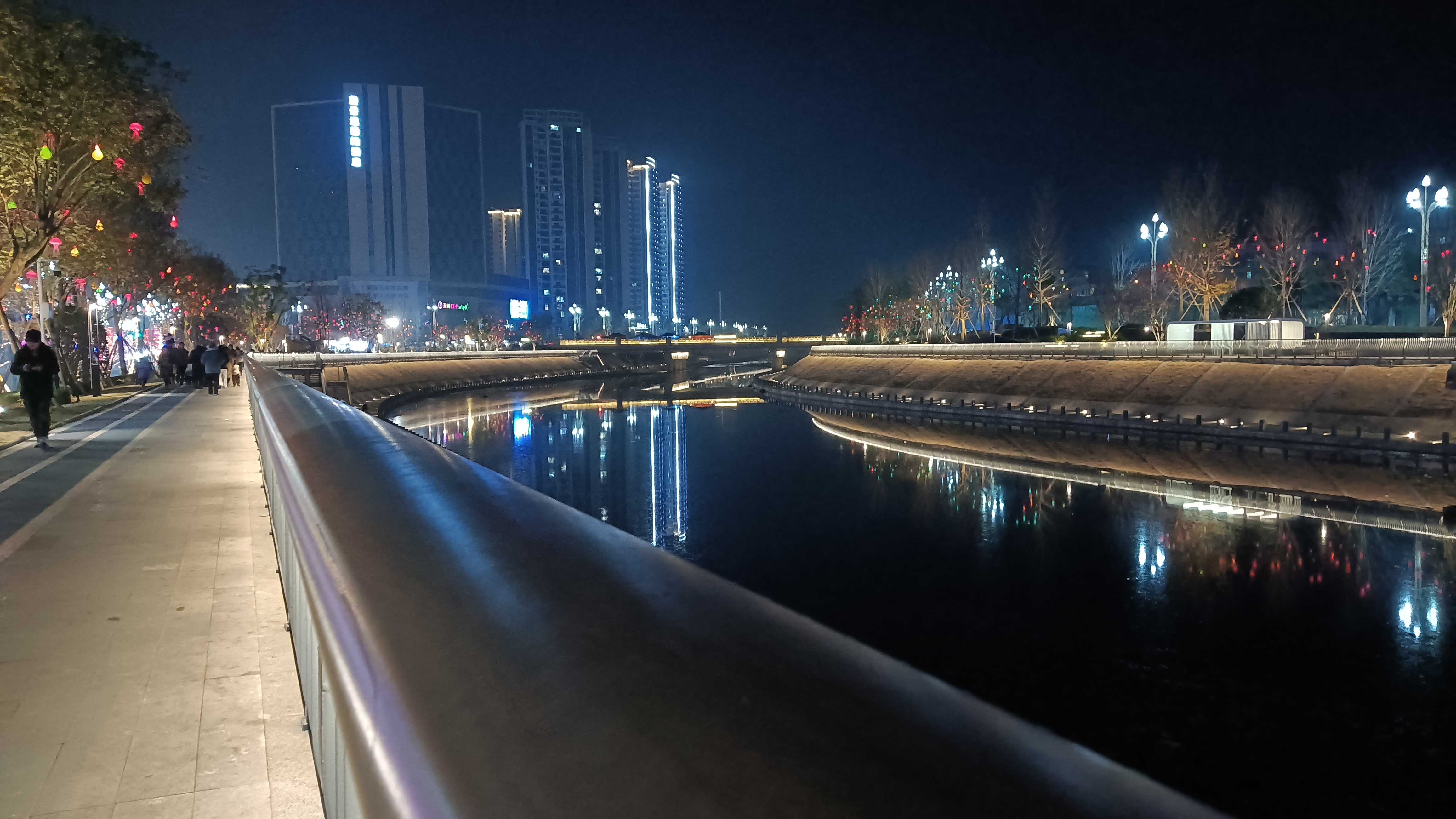
南广河的支流宋江河

南广河上游在珙县石碑乡以上，石碑乡至高县为中游，高县以下为下游。南广河干流及支流上建有多个水电站。
南广河鱼类资源从1990年代的90余种，减少到2018年的64种，修建水电站、过度捕捞和水体污染是主要原因。